# Руска дијаспора
Руска дијаспора је глобална заједница етничких Руса у свету. Под ову групу људи, спадају они којима је руски матерњи језик, без обзира да ли су етнички Руси или, на пример, Белоруси, Татари или Јевреји.
Број етничких Руса који живе ван Руске Федерације процењује се на отприлике између 20 и 30 милиона људи (у зависности од појма "етничка припадност"), већина њих живи у земљама бивше Совјетске уније. Процењује се да око 30 милиона изворних говорника руског језика живи ван Руске Федерације (у поређењу са 147 милиона становника у Руској Федерацији).
Највећа прекоокеанска заједница налази се у САД и она се процењује на око 3 милиона људи. Следеће највеће заједнице руских говорника изван бившег Совјетског Савеза је у Израелу, а затим у Њемачкој. Поред тога, у Канади, Аргентини, Бразилу, Парагвају и Венецуели, неколико стотина хиљада грађана се идентификује да је руског порекла или им је матерњи језик руски.

## Историја
Прва велика руска емиграција догодила се у 17. веку (на пример, Липовани, који су мигрирали на југ око 1700. године). Касније су етничке руске заједнице, као што су Духоборци (који су емигрирали на Закавказје од 1841. године и даље у Канаду од 1899), такође емигрирали као верски дисиденти.
Емиграција из Совјетског Савеза често је подељена на три "таласа" емиграције. Валови су "Први талас" или "Бели талас", који су кренули током комунистичке револуције 1917. године и Руског грађанског рата. "Други талас" се односи на миграције током и после Другог светског рата и "Трећи талас", који обухвата миграције током педесетих, шездесетих, седамдесетих и осамдесетих година 20. века.
 Велики број етничких Руса емигрирао је након Октобарске револуције 1917. и Руског грађанског рата 1917-1922. Они који су емигрирали у том периоду, постали су познати као бели и мигранти.
Током Другог светско рата, СССР су углавном напуштале избеглице, совјетски ратни заробљеници, источни радници или и антикомунистичке оружане јединице које су служиле под немачком командом. У непосредном послератном периоду највеће руске заједнице у емиграцији настаниле су се у Немачкој, Канади, САД, Уједињеном Краљевству и Аустралији.
Емигранти који су отишли након смрти Стаљина, али пре перестројке, често су груписани у "Трећи талас". Ови емигранти су углавном били Јевреји, Јермени, Немци и други народи који су живели изван бивших граница Руског царства, али су се нашли унутар граница Совјетског Савеза.
Почетком деведесетих година 20. века, Русија је доживела један од најдраматичнијих периода у својој историји. Распад Совјетског Савеза резултирао је порастом међународних миграција у Русију, а велики број њих укључује кретање становништва између Русије и других пост-совјетских држава.

## Емиграција током СССР
Данас највеће руске дијаспоре ван Русије постоје у бившим совјетским државама као што су Украјина (око 8 милиона), Казахстан (више од 3,5 милиона), Белорусија (око милион), Летонија (више од пола милиона), Узбекистан (око 650.000) и Киргистан (око 500.000-600.000). Ситуација са којом су се суочиле етничке руске дијаспоре широко се разликовала. У Белорусији није постојала никаква промена у статусу. Док су у Естонији и Летонији, Руси били означени странцима или не-држављанима, ако ниједан од њихових предака није био држављанин ових земаља пре совјетске ере и ако нису тражили држављанство Руске Федерације током периода на који је био доступан.

## Руси у источној Азији
Руси су једна од 56 етничких група које је званично признала Народна Република Кина. Руси живе углавном у западном делу покрајине Синкјанг, а такође и у покрајини Унутрашња Монголија и Хејлунгђанг. Током 1920-их у Харбин је стигло 100.000 до 200.000 руских белих емиграната који су долазили из Русије. Неки Руси из Харбина преселили су се у друге градове као што су Шангај, Пекинг и Тијенђин. До тридесетих година 20. века шангајска руска заједница бројала је више од 25.000 људи.

## Руси Сједињеним Америчким Државама
Први масовни талас Руса на просторе САД догодио се крајем 19. века, док је након завршетка Првог светског рата, стотине хиљада Јевреја из Русије имигрирало у САД.
 Други велики талас исељавања Руса у САД трајао је у периоду 1917—1922, уочи Октобарске револуције и Руског грађанског рата, када се велики број знаменитих људи иселило из Русије.

## Руси у Финској
Финска се директно граничи са Русијом и била аутономно руско Велико војводство између 1809. и 1917. године, али никад део Совјетског Савеза. У Финској око 30.000 људи има држављанство Руске федерације, и око 70.000 лица који причају на руском језику, по попису из 2012. године. Први имиграциони талас Руса на подручје данашње Финске, почео је почетком 18. века, када је Финска била део Шведске империје.

## Галерија

### Знаменитости
- Руско гробље у Аустрији
- Руски театар у Кини
- Руска православна црква у Француској
- Руски културни центар у Украјини
- Руски имигрантски дом у Њујорку
- Руска црква у Београду

### Статистике
- Државе у којима је руски службени, полу-службени и радни језик.
- Украјински попис из 2001. године и раст руског становништва на истоку и југу земље
- Руси у Белорусији, 2019. године
- Руси у Грузији, 2002. године
- Руси у Казакстану, 2024. године
- Заступљеност руског језика у Летонији, 2011. године